# Горчев, Дмитрий Анатольевич
Дми́трий Анато́льевич Го́рчев (27 сентября 1963, Целиноград, Казахская ССР — 25 марта 2010, Гостилово, Псковская область) — российский прозаик, художник, иллюстратор.

## Биография
Окончил Алма-Атинский педагогический институт иностранных языков. Работал токарем, учителем иностранного языка, системным администратором, техническим переводчиком.
В 1999 году переехал в Санкт-Петербург. До 2005 года работал главным художником издательства «Геликон Плюс» и журнала Бориса Стругацкого «Полдень. XXI век».
С 2007 года жил в Невельском районе Псковской области. Член Союза писателей Санкт-Петербурга.
Приобрёл большую популярность в Интернете, стал одним из первых «тысячников» в «Живом Журнале». Творчество Горчева представлено в библиотеке Максима Мошкова. Участвовал в телепередаче «Школа злословия».
Рассказы Горчева — разносторонние миниатюры со смелыми языковыми экспериментами. Горчев пародировал «народную» описательную риторику, городские легенды; работал со стилистикой сказа и очерка, сюжетным абсурдом и алогизмом, наследуя традиции Михаила Зощенко и Даниила Хармса.
«Горчев — Настоящий Писатель, и не только потому, что его весело и интересно читать (а рассказы у него короткие, без напряга для читателя), но и потому, что он всё проговаривает вслух. В том числе и то, о чём многие боятся даже подумать.»
25 марта 2010 года найден мёртвым на крыльце своего дома в Невельском районе Псковской области. Как сообщила в блоге писателя его супруга Екатерина, причиной смерти стало обширное внутреннее кровоизлияние. Писатель похоронен в деревне, в которой жил. У него остались взрослая дочь и сын.
Была учреждена литературная премия имени Дмитрия Горчева.